# Sévigny-la-Forêt
Sévigny-la-Forêt ist eine französische Gemeinde mit 274 Einwohnern (Stand: 1. Januar 2022) im Département Ardennes in der Region Grand Est (bis 2015 Champagne-Ardenne). Sie gehört zum Arrondissement Charleville-Mézières, zum Kanton Rocroi und zum Gemeindeverband Vallées et Plateau d’Ardenne.

## Geografie
Die Gemeinde liegt im 2011 gegründeten Regionalen Naturpark Ardennen. Umgeben wird Sévigny-la-Forêt von den Nachbargemeinden Maubert-Fontaine im Westen, Taillette im Nordwesten, dem Kantonshauptort Rocroi im Nordosten, Le Châtelet-sur-Sormonne und Tremblois-lès-Rocroi  im Südosten, Chilly im Süden sowie Étalle im Südwesten.

## Geschichte
Das Dorf wurde zu Beginn des 13. Jahrhunderts durch das Domkapitel der Kathedrale von Reims gegründet.
Während des Französisch-Spanischen Krieges (1635–1659) wurde der Ort in der Schlacht bei Rocroi 1643 völlig zerstört.

## Bevölkerungsentwicklung
| Jahr                      | 1962 | 1968 | 1975 | 1982 | 1990 | 1999 | 2007 | 2018 |
| Einwohner                 | 189  | 176  | 139  | 147  | 191  | 200  | 233  | 276  |
| Quelle: Cassini und INSEE |      |      |      |      |      |      |      |      |

## Sehenswürdigkeiten

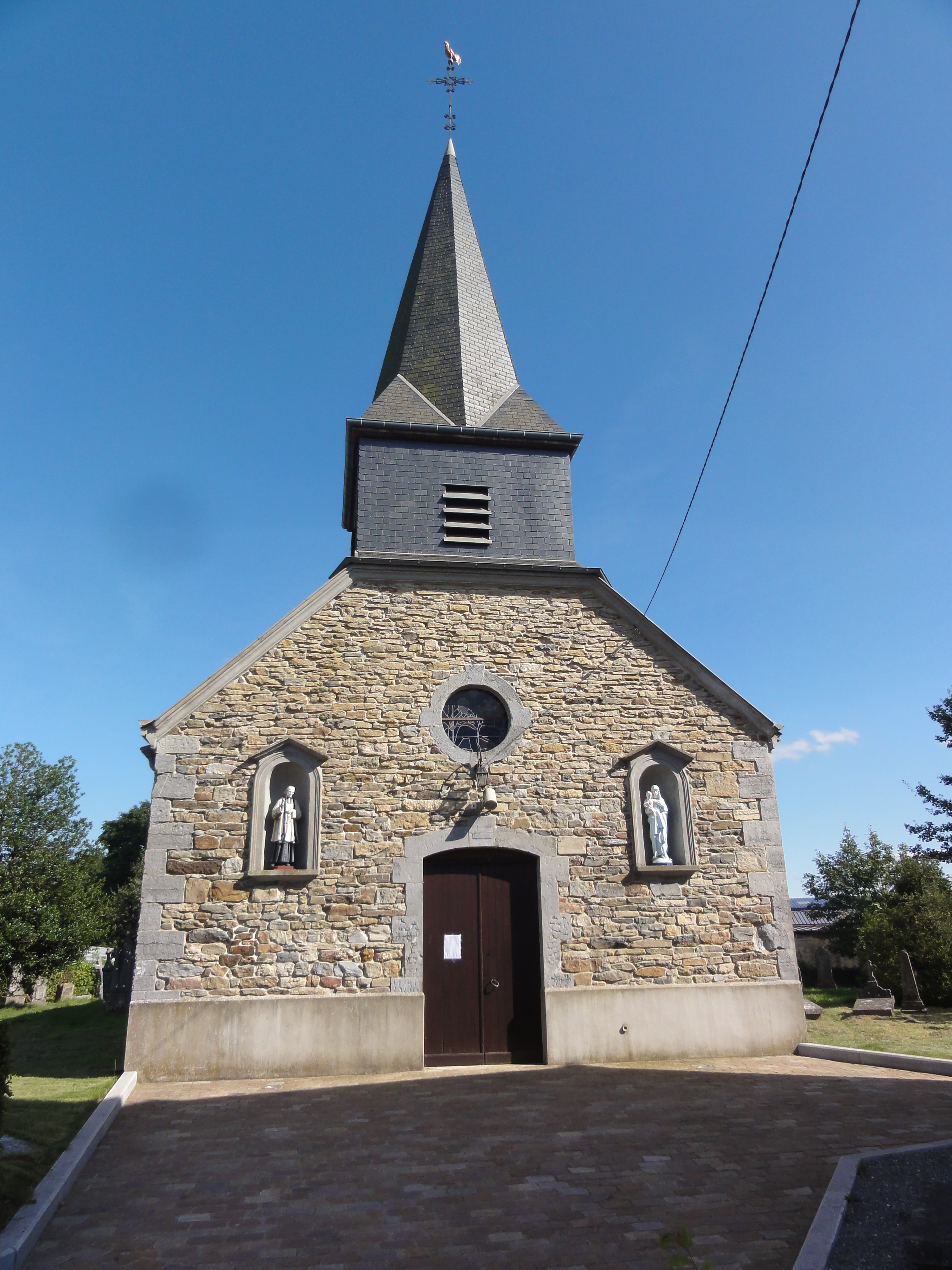
Kirche Notre-Dame

- Kirche Notre-Dame